# Tigres de Bengala (álbum)
Tigres de Bengala foi um projeto musical que reuniu músicos consagrados na época: Ritchie, Cláudio Zoli, Vinícius Cantuária, Dadi Carvalho, Mú Carvalho e Billy Forghieri.
O primeiro sucesso foi “Elefante Branco”, lançado no início de 1993. No segundo semestre de 1993 o seu segundo sucesso, “Agora ou Jamais”, foi incluída na trilha da novela das 19 horas da Rede Globo, “Olho no Olho”, tornando-se um grande hit radiofônico.

## Faixas
1. Elefante Branco
2. Agora ou Jamais
3. Não Desista
4. Só Eu e Mais Ninguém
5. Miragens
6. Maria Alice
7. Nessa Espera
8. Estrela do Mar
9. Arrastão (Ao Teu Lado)
10. Melhor Parar

## Ficha técnica do álbum
| Vinícius Cantuária                     | Voz, Violões, Percussão         |
| Claudio Zoli                           | Voz, Guitarras, Violão          |
| Ritchie                                | Voz, Computer, Flauta           |
| Dadi Carvalho                          | Voz, Baixos, Guitarras, Violões |
| Mú Carvalho                            | Teclados, Vocal                 |
| Billy Forghieri                        | Teclados, Computer              |
| Marcelo Costa                          | Bateria, Percussão              |
| Milton Guedes                          | Sax, Gaita                      |
| Mingo                                  | Percussão                       |
| Mayrton Bahia                          | Produtor                        |
| Tigres de Bengala                      | Arranjos                        |
| Eduardo Costa, Geraldo Tavares         | Técnicos de Gravação            |
| Jorge "Gordo" Guimarães, Marcos Saboia | Técnicos de Mixagem             |
| Mauricio Valladares                    | Fotos                           |
| Ricardo Leite, Karyn Mathuiy           | Projeto Gráfico                 |